# Соловьёв, Иван Николаевич (казак)
Ива́н Никола́евич Соловьёв (18 [30] сентября 1890, деревня Солёноозёрная, Новосёловской волости, Минусинского уезда, Енисейской губернии, Российская Империя — 24 мая 1924 года, деревня Солёноозёрная, Чебаковского района, Хакасского округа, Енисейской губернии, РСФСР) — предводитель антикоммунистического движения в Сибири в начале 1920-х годов; герой хакасского фольклора.

## Биография
Иван Николаевич Соловьёв родился в казачьей семье; отец — потомственный казак Николай Семёнович Соловьёв, мать — Лукерья (Гликерья) Петровна. Предки отца с начала XVIII века проживали в деревне Беллыцкой (Беллык) Абаканской волости; в 1853 году 11 казаков Соловьёвых перевели в станицу Соляной Форпост (затем — деревня Солёноозерная), где они продолжили службу в 4-й сотне Енисейского казачьего полка; среди них был дед Ивана Николаевича, казак Семён Никитич Соловьев.
Окончил сельскую школу. В 1911 году призван на службу в Красноярской казачьей сотне. Вернувшись, женился на вдове А. Г. Осиповой.
В период нахождения адмирала Колчака в должности Верховного правителя России был мобилизован, служил в 1-м Енисейском казачьем полку. Участвовал в боевых действиях против красных, был ранен. 4 марта 1920 года был арестован и препровождён в Ачинский дом лишения свободы; 5 мая приговорён к одному году заключения, которое отбывал в Красноярском концентрационном лагере. 9 июля 1920 года сбежал из лагеря и укрылся в тайге.
С 1920 года вокруг Соловьёва стали собираться люди, недовольные действиями советской власти. Организовавшееся объединение именовало себя как «Горно-конный партизанский отряд имени великого князя Михаила Александровича», в сводках уполномоченных ОГПУ по уезду и в литературе советского времени называлось бандой. На протяжении 1920-1924 годов количество членов отряда варьировалось от 20 до 500 и более человек, так как в его состав то входили, то выходили группы Родионова, Кулакова, Мотыгина, Олиферова и другие. Более 70 процентов из них составляла хакасская беднота, недовольная политикой продразвёрстки. Некоторые соловьёвцы жили семьями, или обретали себе жён по назначению атамана. Основной костяк, базировавшийся в тайге, был организован по принципу регулярной воинской части, в которой проводилась ежевечерняя перекличка, использовалось военное обмундирование и вооружение. Имелось трёхцветное знамя, на котором была вышита надпись «За Веру, Царя и Отечество».
Политический аспект проявлялся в прокламациях, листовках, написанных начальником штаба отряда, бывшим агрономом, А. К. Зиновьевым (псевдоним — «полковник Зак»), где соловьёвцы именовали себя «белыми партизанами», провозглашали лозунги «За Учредительное собрание», «За беспартийные советы и против коммунистов», «За освобождение инородцев». Политика соединялась с уголовщиной при грабеже торговых лавок и продовольственных складов, угоне скота у населения, нападениях на советские учреждения, общества потребителей, рудники, солезаводы.
Советским правительством была провозглашена борьба с «политическим бандитизмом»; первоначально она велась вооружёнными методами с использованием частей особого назначения (ЧОН). В апреле-мае 1922 года в ней принимал участие командир войск ЧОН Аркадий Голиков (впоследствии детский писатель Гайдар). 7 ноября 1922 года отряд в 360 чоновцев под командованием А. А. Пудченко и Г. А. Овчинникова разгромил стоянку «белых партизан» близ горы Верхний Зуб (Поднебесный Зуб), но около ста соловьёвцев во главе с атаманом ушли и впоследствии организовали новую базу в верховьях реки Средней Терси. В 1923 году противостояние продолжалось. Два ближайших соратника И. Н. Соловьёва — А. К. Зиновьев и адъютант В. И. Королёв добровольно сдались советской власти. Были разгромлены группы Н. В. Кулакова, С. З. Астанаева. А. И. Кийкова и братьев Кулибистеевых-Емандыковых. Осенью 1923 года сдался властям «командир партизанского отряда» Г. Г. Родионов; Соловьёву было специально сообщено об этом и предложено последовать этому примеру.
После этого началась полоса переговоров, в которых активное участие принял председатель уездного ревкома Г. И. Итыгин. В ходе переговоров состоялась встреча во время районного съезда Советов 5-6 апреля 1924 года в Чебаках. После выступления Соловьёва перед делегатами было принято постановление съезда — обратиться в Президиум ВЦИК с просьбой о реабилитации Соловьёва и его соратников.
Переговоры гражданских властей вызывали сопротивление руководства ЧОН. 29 апреля 1924 года было объявлено, что Хакасский уезд находится «на исключительном положении». 15 мая состоялось совещание совета ЧОН Хакасского уезда, на котором было принято решение: «Считать банду Соловьёва не ликвидированной… Разработать секретный план борьбы». 23-24 мая в Солёноозёрной состоялись переговоры между Соловьёвым и командиром отдельного эскадрона ЧОН Н. И. Зарудневым. 24 мая Соловьёв был захвачен в плен и затем убит караульным.

## Память

### Образ в фольклоре
Ещё при жизни Соловьёва в тайно исполнявшихся хакасских тахпахах появился народный герой — атаман Соловьёв:
Буйный Июс за спиной у нас,
Земля отцов за спиной у нас.
Мы покинули мирный родной очаг.
Разорил его лютый враг.
Но винтовки меткие у нас за спиной,
Каждый патрон — береги.
Мы в родной тайге, Соловьёв, с тобой
Прячемся, как враги…
После гибели предводителя вспоминали:
Вдали синеющий тасхыл
Вершиной синей знаменит.
Пусть Соловьёв погиб — убит,
Своей душой он с нами был.
(Литературная обработка В. А. Солоухина).

### Памятный крест и камень
В сентябре 1999 года на могиле Соловьёва и его соратников казаками Енисейского казачьего войска были установлены памятный крест и камень.

## Фильмы
- Конец императора тайги. Художественный фильм Владимира Саруханова. Киностудия им. М. Горького (1978). В роли Соловьева Иван Краско
- Триумф и трагедия казака Ивана Соловьёва. Документальный фильм Алексея Анненко. Телерадиокомпания «Хакасия» (1999).